# Старе Вежховиська
Старе Вежховиська (пол. Stare Wierzchowiska) — село в Польщі, у гміні Белжиці Люблінського повіту Люблінського воєводства.
Населення — 236 осіб (2011).

## Демографія
Демографічна структура станом на 31 березня 2011 року:
|          | Загалом | Допрацездатний вік | Працездатний вік | Постпрацездатний вік |
| -------- | ------- | ------------------ | ---------------- | -------------------- |
| Чоловіки | 121     | 21                 | 82               | 18                   |
| Жінки    | 115     | 18                 | 61               | 36                   |
| Разом    | 236     | 39                 | 143              | 54                   |